# Cunila lythrifolia
Cunila lythrifolia es una especie de plantas con flores perteneciente a la familia Lamiaceae.  

## Descripción
Es una hierba semiarbustiva que mide hasta 1,50 m de altura y tiene los tallos cuadrangulares. Las hojas son más largas que anchas, con olor a menta. Las flores son púrpura-azulosas, las encontramos en racimos. Sus frutos son amarillos y tienen forma ovada.

## Distribución y hábitat
Es originaria de México, y habita en climas cálido y templado, desde los 900 y hasta los 3000 m s. n. m., asociada a bosques de encino, de pino y mixto de pino-encino.

## Propiedades
Es útil para el tratamiento de afecciones respiratorias como gripe, tos, bronquios y ronquera, siendo empleada con mayor frecuencia para el catarro constipado. Se calientan las ramas en agua o alcohol y con esto se lava la cabeza del enfermo. Cuando el catarro es muy fuerte, el poleo se bebe como té; se lava la cabeza y con una toalla humedecida se inhala el vapor.
Asimismo, se le emplea además las ramas y hojas en padecimientos del aparato digestivo como diarrea, vómito, dolor de estómago y mala digestión. 
Historia
En el siglo XVI Francisco Hernández de Toledo señala que esta planta "presenta algún calor y cierta sequedad, cura las fiebres sea porque produce un calor más moderado o porque atrae hacia el exterior los humores, o porque destierra los fríos y la regularidad de los accesos".
Química
Sólo se encontró una investigación química en la que se identificaron el flavonoide, acecetín, el sesquiterpeno, clovandiol, los triterpenos, ácidos oleanólico, 2-epitorméntico y alfa-hidroxi-ursólico y el esterol, beta-sitosterol.

## Taxonomía
Cunila lythrifolia fue descrita por George Bentham y publicado en Edwards's Botanical Register 15: sub t. 1289. 1829.
Sinonimia
- Cunila stachyoides M.Martens & Galeotti
- Hedyosmos lythrifolius (Benth.) Kuntze
- Hedyosmos stachyoides (M.Martens & Galeotti) Kuntze[2][3]

## Nombres comunes
- Cordoncillo, poleo de campo, toronjil morado, poleo o poleo de monte.